# Louis Hostin
Louis Hostin (21. dubna 1908 Saint-Étienne – 29. června 1998 Boisseron) byl francouzský reprezentant ve vzpírání.
Pocházel z dělnické rodiny, později pracoval jako krupiér. Začínal jako vrhač koulí, na vzpírání se zaměřil ve věku devatenácti let, kdy vstoupil do klubu Omnium stéphanois. Na LOH 1928 skončil v lehkotěžké váze na druhém místě, na LOH 1932 a LOH 1936 získal v této váhové kategorii zlatou medaili. Byl prvním vzpěračem, který dokázal obhájit olympijské prvenství. Vyhrál mistrovství Evropy ve vzpírání v letech 1930 a 1935, na mistrovství světa ve vzpírání byl v roce 1937 druhý a v roce 1938 třetí. Třináctkrát byl vzpěračským mistrem Francie a vytvořil osmnáct světových rekordů.
V roce 1978 se stal nositelem Národního řádu za zásluhy a v roce 1994 byl uveden do Síně slávy Mezinárodní vzpěračské federace.